# Herb Zielonki
Herb Zielonki – jeden z symboli miasta Zielonka w postaci herbu.

## Wygląd i symbolika
Herb przedstawia na tarczy dwudzielnej w słup na pierwszym, czerwonym polu, widnieje połowa mazowieckiego orła koloru stalowego (Biały kolor orła jest błędny, chociaż bardzo rozpowszechniony). Na drugim, stalowym polu, litera „Z” koloru zielonego. Pole pierwsze symbolizuje ścisłe przywiązanie do Mazowsza. Pole drugie to monogram nawiązujący do nazwy miasta.

## Historia
Herb został zaprojektowany przez Janusza Chomiczewskiego, a zatwierdzony uchwałą nr IX/16/70 Miejskiej Rady Narodowej w Zielonce z 28 stycznia 1970 roku na wniosek Prezydium Miejskiej Rady Narodowej.